# 东基昂
東基昂（英語：Kiang East）是甘比亞下河區的6個縣之一。東基昂與中基昂及西基昂共同組成基昂地區。根據2013年的人口普查結果顯示，東基昂的總人口數為6849人。